# Renault Type M
Der Renault Type M war ein frühes Personenkraftwagenmodell von Renault. Es wurde auch 8 CV genannt.

## Beschreibung
Das Modell erhielt am 21. Februar 1903 seine Zulassung von der nationalen Zulassungsbehörde. Es war der Nachfolger des Renault Type L. Bereits im Oktober desselben Jahres folgte der Nachfolger Renault Type R.
Ein wassergekühlter Einzylindermotor von De Dion-Bouton mit 100 mm Bohrung und 120 mm Hub leistete aus 942 cm³ Hubraum 8 PS. Es war das letzte Renault-Modell mit einem Einbaumotor von De Dion-Bouton. Die Motorleistung wurde über eine Kardanwelle an die Hinterachse geleitet. Die Höchstgeschwindigkeit war je nach Übersetzung mit 36 km/h bis 58 km/h angegeben.
Bei einem Radstand von 230 cm war das Fahrzeug 340 cm lang, 150 cm breit und 220 cm hoch. Das Fahrgestell wog 450 kg, das Komplettfahrzeug 800 kg. Zur Wahl standen die Karosserievarianten Tonneau und Phaeton.